# السفارة السعودية في الفلبين
سفارة المملكة العربية السعودية في الفلبين، هي بعثة دبلوماسية سعودية تقع في العاصمة مانيلا ويترأس البعثة سفير خادم الحرمين الشريفين هشام بن سلطان القحطاني.

## وصلات خارجية
- موقع سفارة المملكة العربية السعودية في الفلبين
- وزارة الخارجية السعودية (بالعربية)
- Ministry of Foreign Affairs of Kingdom of Saudi Arabia (بالإنجليزية)